# Шонгау
Шонгау (њем. Schongau) град је у њемачкој савезној држави Баварска. Једно је од 34 општинска средишта округа Вајлхајм-Шонгау. Према процјени из 2010. у граду је живјело 12.193 становника. Посједује регионалну шифру (AGS) 9190148.

## Географски и демографски подаци
Шонгау се налази у савезној држави Баварска у округу Вајлхајм-Шонгау. Град се налази на надморској висини од 726 метара. Површина општине износи 21,4 km². У самом граду је, према процјени из 2010. године, живјело 12.193 становника. Просјечна густина становништва износи 571 становника/km².

## Међународна сарадња
| Мјесто      | Држава               | Врста сарадње | Од    |
| ----------- | -------------------- | ------------- | ----- |
| Лука        | Италија              | партнерство   | 1962. |
| Куртач      | Италија              | контакт       | 2000. |
| Абингдон    | Уједињено Краљевство | партнерство   | 1972. |
| Колмар      | Француска            | партнерство   | 1962. |
|             | Швајцарска           | контакт       | 2000. |
| Синт-Никлас | Белгија              | партнерство   | 1962. |
|             | Пољска               | партнерство   | 1996. |
| Извор       |                      |               |       |